# Moesko Péter

Moesko Péter (Esztergom, 1990 –) magyar író. 

## Élete
Táton nőtt fel. 2013-ban diplomázott az Eötvös Loránd Tudományegyetem filmelmélet-filmtörténet, illetve norvég szakán. Résztvevője volt a 2013-ban megszűnt Gutenberg Könyvesiskola utolsó évfolyamának. Tanulmányai után az Atlantisz Könyvsziget, majd az Írók Boltja munkatársa volt. 2017-ben költözött el Magyarországról, Bécsben él.

## Pályája
Írásai a Műút, az Új Forrás, a Kalligram, a Jelenkor, az Alföld, az Irodalmi Szemle folyóiratokban, valamint a kanadai Antigonish Review-ban jelentek meg Marietta Morry és Walter Burgess fordításában.  
Első könyve felkerült a Margó-díj és az Írók Boltja Könyvösztöndíj shortlistjére, a Horváth Péter irodalmi ösztöndíj longlistjére, valamint elnyerte a Merítés-díj közönségdíját. 

## Művei
- Megyünk haza. Novellák, Szépmesterségek Alapítvány, Miskolc, 2019 (Műút-könyvek 39.)
- Őszi hó Regény, Kalligram, Budapest, 2022

## Díjai
- Merítés-díj (2020)